# 810 Atossa
Atossa (asteroide 810) é um asteroide da cintura principal, a 1,7849632 UA. Possui uma excentricidade de 0,1807128 e um período orbital de 1 174,58 dias (3,22 anos).
Atossa tem uma velocidade orbital média de 20,17883939 km/s e uma inclinação de 2,61042º.
Este asteroide foi descoberto em 8 de Setembro de 1915 por Max Wolf.